# Вінтертур (футбольний клуб)
«Вінтертур» (нім. Fussballclub Winterthur) — швейцарський футбольний клуб з однойменного міста, заснований 1896 року. Домашні матчі проводить на стадіоні «Шютценвізе».

## Історія
Клуб заснований 10 травня 1896. Через три роки після свого заснування клуб приєднався до Швейцарської футбольної асоціації та став виступати у другому дивізіоні. У сезоні 1902/03 клуб дебютував у вищому дивізіоні Швейцарії, але зайняв останнє місце і відразу покинув еліту. Вдруге клуб зіграв у Серії А в сезоні сезоні 1905/06 і цього разу несподівано став національним чемпіоном. В наступні роки команда була одним із лідерів країни, вигравши ще двічі чемпіонат Швейцарії у 1908 та 1917 роках.

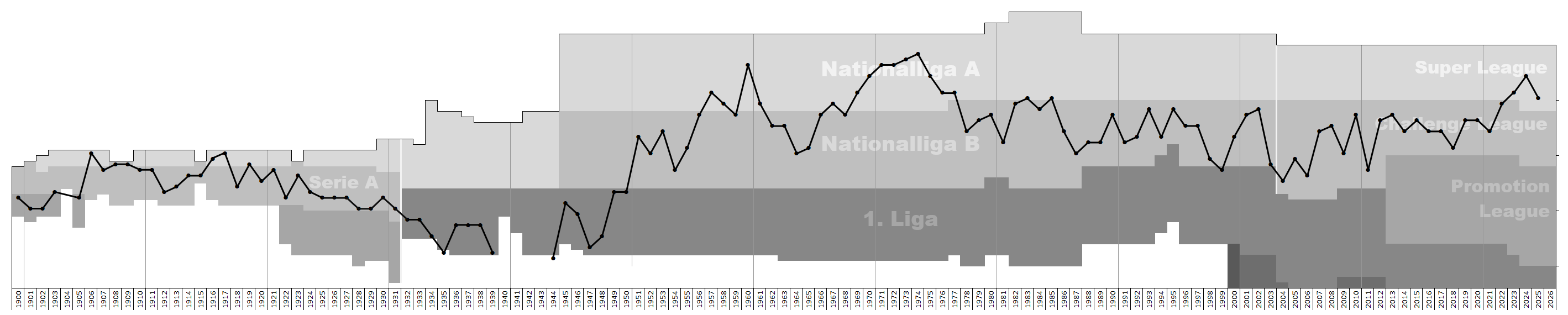
Статистика виступів клубу у чемпіонаті Швейцарії.

В 1920-ті роки команда була середняком, поки 1931 року не покинула вищий дивізіон у зв'язку з реорганізацією першості. Надалі команда балансувала між другим і третім за рівнем дивізіоном країни, і лише у 1956 році, через чверть століття, клуб вперше повернувся до вищого дивізіону.
В наступні роки клуб був яскравим прикладом команди-ліфта, шість разів за наступні тридцять років вилітаючи з вищого дивізіону і стільки ж туди поверталась і лише 1985 року клуб остаточно покинув вищий дивізіон. За цей час клуб по два рази виходив у фінал Кубка Швейцарії (в 1968 і 1975 роках) та Кубка швейцарської ліги (1972 і 1973), але програв в усіх чотирьох фінальних іграх, так і не здобувши жодного нового трофею.
У сезоні 2021–22 клуб посів перше місце та після тривалої перерви, понад тридцять років, повернувся до Суперліги.

## Досягнення
- Чемпіон Швейцарії (3): 1905/06, 1907/08, 1916/17